# Згарище
Зга́рище, згар — у лісівництві площі, де в результаті лісової пожежі знищено насадження, ділянка, на якій ліс цілком вигорів. Випалене або вигоріле місце в лісі; це ж місце, поросле травою та іншою рослинністю. Згарища є одним із складових елементів лісу. Може бути як частковим (паленина, паленище), так і суцільним.
Прикладами гігантських згарищ в Україні є згарище 1994 року в ДП «Краснолиманське ЛГ» Донецької області, 1996 року в Луганській області (біля Кремінної), 2007 року в Херсонській області та 2008 року в ДП «Ізюмське ЛГ» Харківської області. Характерним для таких згарищ є відмирання значної частки материнського деревостану.

## Відновлення лісу на місці згарищ
Залісення згарищ природним шляхом відбувається переважно в межах зони обнасінення материнських дерев, тобто біля стін лісу та куртин материнського деревостану, що зберегли життєздатність після пожежі. Після утворення подібних згарищ зазвичай проводять суцільне санітарне вирубування деревостану, що надалі погіршує водно-фізичні властивості ґрунту, посилює поверхневий стік та сприяє розвитку ерозійних процесів. У подібних випадках бажане термінове штучне відновлення лісу.